# Foot-Ball Club Juventus 1927-1928
Questa voce raccoglie le informazioni riguardanti il Foot-Ball Club Juventus nelle competizioni ufficiali della stagione 1927-1928.

## Stagione
Nel 1928, le nuove leggi imposte dal regime fascista nella Carta di Viareggio vietarono l'impiego di calciatori stranieri nel campionato italiano, per questo la Juventus fu costretta a cedere Ferenc Hirzer, che tornò in Ungheria e fu sostituito dall'attaccante Luigi Cevenini, proveniente dall'Inter.
I bianconeri chiusero il campionato 1927-1928 al secondo posto nel gruppo B della Divisione Nazionale e raggiungono in seguito il terzo posto nel gruppo finale del torneo.
Dopo le Olimpiadi di Amsterdam di quell'anno, vennero acquistati due giocatori argentini, messisi in luce durante il torneo olimpico: l'ala sinistra Raimundo Orsi e il centromediano Luis Monti, poi membri della Nazionale argentina finalista nel primo campionato mondiale di calcio in Uruguay. Approdarono al club torinese anche il mediano Mario Varglien e il terzino sinistro Umberto Caligaris che, insieme a Gianpiero Combi e Virginio Rosetta, formò il trio difensivo della Juventus e della Nazionale di calcio italiana negli anni trenta del secolo scorso, una delle migliori linee difensive di tutti i tempi.

## Divise
| Casa | 1ª portiere | 2ª portiere |

## Rosa
| N. |                   | Ruolo | Calciatore                 |
| -- | ----------------- | ----- | -------------------------- |
|    | Italia (bandiera) | P     | Angelo Bedini              |
|    | Italia (bandiera) | P     | Gianpiero Combi            |
|    | Italia (bandiera) | D     | Mario Ferrero              |
|    | Italia (bandiera) | D     | Giuseppe Gola              |
|    | Italia (bandiera) | D     | Enrico Patti               |
|    | Italia (bandiera) | D     | Virginio Rosetta           |
|    | Italia (bandiera) | C     | Oreste Barale              |
|    | Italia (bandiera) | C     | Carlo Bigatto I (capitano) |
|    | Italia (bandiera) | C     | Guglielmo Borgo            |
|    | Italia (bandiera) | C     | Ezio Borgo                 |
|    | Italia (bandiera) | C     | Giuseppe Mortarotti        |
|    | Italia (bandiera) | C     | Pietro Poccardi            |
|    | Italia (bandiera) | C     | Ettore Reynaudi            |

| N. |                   | Ruolo | Calciatore          |
| -- | ----------------- | ----- | ------------------- |
|    | Italia (bandiera) | C     | Mario Varglien I    |
|    | Italia (bandiera) | C     | Giuseppe Volta      |
|    | Italia (bandiera) | A     | Alfredo Barisone    |
|    | Italia (bandiera) | A     | Mario Bonivento     |
|    | Italia (bandiera) | A     | Luigi Cevenini III  |
|    | Italia (bandiera) | A     | Mario Finazzi       |
|    | Italia (bandiera) | A     | Giuseppe Galluzzi   |
|    | Italia (bandiera) | A     | Giustiniano Marucco |
|    | Italia (bandiera) | A     | Federico Munerati   |
|    | Italia (bandiera) | A     | Paolo Vigna         |
|    | Italia (bandiera) | A     | Antonio Vojak I     |
|    | Italia (bandiera) | A     | Oliviero Vojak II   |

## Risultati

### Divisione Nazionale - girone B

#### Girone di andata
| Arbitro: | Caironi (Milano) |

|                     |           |               |
| Cevenini 38’ (rig.) | Marcatori | 2’, 26’ Gabba |

| Arbitro: | Sguerso (Savona) |

|                      |           |                                 |
| Testa 37’ Rosina 53’ | Marcatori | 10’ (aut.) Bonenti 29’ A. Vojak |

| Arbitro: | Carraro (Padova) |

|             |           |  |
| Cevenini 7’ | Marcatori |  |

| Arbitro: | Turriti (Firenze) |

|                                                          |           |           |
| Cevenini 23’, 40’ Bonivento 43’ Marucco 49’ A. Vojak 73’ | Marcatori | 85’ Porta |

| Roma 13 novembre 1927, ore 14:30 CET 6ª giornata | Roma           | 0 – 0 referto | Juventus | Stadio Motovelodromo Appio\| Arbitro: \| Lenti (Genova) \| |
| Arbitro:                                         | Lenti (Genova) |               |          |                                                            |

| Arbitro: | Malagodi (Ferrara) |

|                                                        |           |                   |
| Bonivento 23’, 75’ Munerati 25’, 50’ Cevenini 60’, 76’ | Marcatori | 30’, 90’ Tognazzi |

| Arbitro: | Osti (Ferrara) |

|  |           |                                     |
|  | Marcatori | 6’, 11’ Cevenini 17’ (aut.) Giraldi |

| Arbitro: | Garbieri (Genova) |

|                  |           |              |
| Li. Manzotti 23’ | Marcatori | 22’ Munerati |

| Arbitro: | Lenti (Genova) |

|                   |           |                       |
| Degani 50’ (aut.) | Marcatori | 55’ (rig.) Bernardini |

| Arbitro: | Bonello (Venezia) |

|                                        |           |            |
| A. Vojak 13’ Ferrero 35’ Bonivento 72’ | Marcatori | 89’ Pescia |

#### Girone di ritorno
| Arbitro: | Mangano (Milano) |

|                          |           |  |
| Gabba 6’ Migliavacca 37’ | Marcatori |  |

| Arbitro: | Osti (Ferrara) |

|                                              |           |                              |
| Munerati 15’, 75’ Bonivento 33’ A. Vojak 78’ | Marcatori | 21’ Rosina 49’, 70’ Gianelli |

| Arbitro: | Ferro (Milano) |

|                           |           |  |
| Schiavio 9’ A. Busini 49’ | Marcatori |  |

| Arbitro: | Osti (Ferrara) |

|               |           |                 |
| Signorini 82’ | Marcatori | 3’, 29’ Ferrero |

| Arbitro: | Giorgi (Gallarate) |

|                               |           |  |
| Galluzzi 8’, 31’ Munerati 75’ | Marcatori |  |

| Arbitro: | Dani (Genova) |

|                         |           |               |
| Reguzzoni 5’ Gregar 81’ | Marcatori | 52’ Bonivento |

| Arbitro: | Osti (Ferrara) |

|                          |           |              |
| A. Vojak 58’ Ferrero 68’ | Marcatori | 72’ Magnozzi |

| Arbitro: | Sguerso (Savona) |

|               |           |             |
| Bonivento 62’ | Marcatori | 19’ Mazzoni |

| Arbitro: | Turbiani (Ferrara) |

|             |           |  |
| Rivolta 21’ | Marcatori |  |

| Arbitro: | Malagodi (Ferrara) |

|           |           |              |
| Poggi 83’ | Marcatori | 68’ Munerati |

### Girone finale

#### Girone di andata
| Arbitro: | Turbiani (Ferrara) |

|  |           |              |
|  | Marcatori | 60’ Torriani |

| Arbitro: | Garbieri (Genova) |

|                            |           |  |
| Bertolini 23’ Chierico 71’ | Marcatori |  |

| Arbitro: | Casetta (Milano) |

|                                                                       |           |              |
| Barisone 8’ Bonivento 33’ Cevenini 43’, 58’ Munerati 74’ Galluzzi 83’ | Marcatori | 60’ Levratto |

| Arbitro: | Carraro (Padova) |

|                     |           |                                        |
| Cevenini 75’ (rig.) | Marcatori | 30’ Baloncieri 41’, 55’, 81’ Libonatti |

| Arbitro: | Mangano (Milano) |

|                   |           |  |
| Barale 63’ (aut.) | Marcatori |  |

| Arbitro: | Turbiani (Ferrara) |

|              |           |              |
| Munerati 11’ | Marcatori | 30’ Muzzioli |

| Arbitro: | Dani (Genova) |

|             |           |                                             |
| Zanotto 63’ | Marcatori | 49’ Munerati 56’ Barisone 68’, 71’ Galluzzi |

#### Girone di ritorno
| Arbitro: | Osti (Ferrara) |

|                                           |           |              |
| Torriani 27’ Pastore 47’ Santagostino 48’ | Marcatori | 24’ A. Vojak |

| Torino 28 giugno 1928, ore 18:00 CET 9ª giornata | Juventus      | 0 – 0 referto | Alessandria | Campo Juventus\| Arbitro: \| Dani (Genova) \| |
| Arbitro:                                         | Dani (Genova) |               |             |                                               |

| Arbitro: | Malagodi (Ferrara) |

|                                   |           |  |
| Levratto 13’ Catto 44’ Bodini 49’ | Marcatori |  |

| Arbitro: | A. Gama (Milano) |

|               |           |                          |
| Libonatti 68’ | Marcatori | 25’ A. Vojak 62’ Rosetta |

| Arbitro: | Barlassina (Novara) |

|                                |           |  |
| A. Vojak 28’, 32’ Galluzzi 89’ | Marcatori |  |

| Arbitro: | U. Gama (Milano) |

|  |           |                           |
|  | Marcatori | 17’ Cevenini 64’ A. Vojak |

| Arbitro: | Scarpi (Dolo) |

|              |           |  |
| Barisone 32’ | Marcatori |  |